# Khansama
Khansama är ett underdistrikt i Bangladesh. Det ligger i den nordvästra delen av landet, 290 km nordväst om huvudstaden Dhaka.
Trakten runt Khansama består till största delen av jordbruksmark. Runt Khansama är det mycket tätbefolkat, med 1 056 invånare per kvadratkilometer.